# Gelis merops
Gelis merops là một loài tò vò trong họ Ichneumonidae.